# Liste der Nummer-eins-Hits in der Schweiz (1986)
Dies ist eine Liste der Nummer-eins-Hits in der Schweiz im Jahr 1986. Sie basiert auf den Top 30 Singles und Top 30 Alben der offiziellen Schweizer Hitparade. Es gab in diesem Jahr 13 Nummer-eins-Singles und 17 Nummer-eins-Alben.

## Singles
| ← 1985 ← | Liste der Nummer-eins-Hits in der Schweiz | Liste der Nummer-eins-Hits in der Schweiz | Liste der Nummer-eins-Hits in der Schweiz                                                                                        | 1987 →                    |
| \| Zeitraum \| Wo. ges. \| Interpret \| Titel Autor(en) \| Zusätzliche Informationen \| \| (Zeitraum, Wochen auf Platz eins, Interpret, Titel, Autor[en], zusätzliche Informationen) \| \| \| \| \| \| ----------------------------------------------------------------------------------------- \| -------- \| ------------------------ \| -------------------------------------------------------------------------------------------------------------------------------- \| ------------------------- \| \| 8. Dezember 1985 – 11. Januar 1986 5 Wochen \| 5 \| Elton John \| Nikita Musik: Elton John; Text: Bernie Taupin \| – \| \| 12. Januar 1986 – 18. Januar 1986 1 Woche \| 1 \| Lionel Richie \| Say You, Say Me Lionel B. Richie \| – \| \| 19. Januar 1986 – 22. März 1986 9 Wochen \| 9 \| Falco \| Jeanny, Part I Musik: Robert J. Bolland, Ferdinand D. Bolland; Text: Robert J. Bolland, Ferdinand D. Bolland, Johann Hölzl \| – \| \| 23. März 1986 – 29. März 1986 1 Woche \| 1 \| Survivor \| Burning Heart Frankie Sullivan, James M. Peterik \| – \| \| 30. März 1986 – 26. April 1986 4 Wochen (insgesamt 5) \| 5 \| Münchener Freiheit \| Ohne dich (schlaf ich heut Nacht nicht ein) Musik: Aron Strobel, Stefan Zauner; Text: Aron Strobel, Stefan Zauner, Michael Kunze \| – \| \| 27. April 1986 – 3. Mai 1986 1 Woche \| 1 \| Eros Ramazzotti \| Adesso tu Musik: Eros Ramazzotti, Pierangelo Cassano; Text: Eros Ramazzotti, Adelio Cogliati \| – \| \| 4. Mai 1986 – 10. Mai 1986 1 Woche (insgesamt 5) \| 5 \| Münchener Freiheit \| Ohne dich (schlaf ich heut Nacht nicht ein) Musik: Aron Strobel, Stefan Zauner; Text: Aron Strobel, Stefan Zauner, Michael Kunze \| – \| \| 11. Mai 1986 – 14. Juni 1986 5 Wochen \| 5 \| Chris Norman \| Midnight Lady Dieter Bohlen \| – \| \| 15. Juni 1986 – 12. Juli 1986 4 Wochen \| 4 \| Samantha Fox \| Touch Me (I Want Your Body) Jon Astrop, Mark Shreeve, Peter Brian Harris \| – \| \| 13. Juli 1986 – 2. August 1986 3 Wochen \| 3 \| Bananarama \| Venus Robert H. J. van Leeuwen \| – \| \| 3. August 1986 – 27. September 1986 8 Wochen \| 8 \| Level 42 \| Lessons in Love Mark King, Waliou Jacques Daniel Badarou, Rowland Charles Gould \| – \| \| 28. September 1986 – 4. Oktober 1986 1 Woche \| 1 \| MC Miker G & Deejay Sven \| Holiday Rap Curtis Lee Hudson, Lisa C. Stevens, Brian Bennett, Bruce Welch, Sven J. Van Veen, Cornelis Lucien Witteveen \| – \| \| 5. Oktober 1986 – 22. November 1986 7 Wochen \| 7 \| Europe \| The Final Countdown Joey Tempest \| – \| \| 23. November 1986 – 10. Januar 1987 7 Wochen \| 7 \| Status Quo \| In the Army Now Robert J. Bolland, Ferdinand D. Bolland \| – \| |                                           |                                           | |                           |
| ← 1985 |                                           |                                           | | → 1987 →                  |
| Zeitraum | Wo. ges.                                  | Interpret                                 | Titel Autor(en) | Zusätzliche Informationen |
| (Zeitraum, Wochen auf Platz eins, Interpret, Titel, Autor[en], zusätzliche Informationen) |                                           |                                           | |                           |
| 8. Dezember 1985 – 11. Januar 1986 5 Wochen | 5                                         | Elton John                                | Nikita Musik: Elton John; Text: Bernie Taupin                                                                                    | –                         |
| 12. Januar 1986 – 18. Januar 1986 1 Woche | 1                                         | Lionel Richie                             | Say You, Say Me Lionel B. Richie                                                                                                 | –                         |
| 19. Januar 1986 – 22. März 1986 9 Wochen | 9                                         | Falco                                     | Jeanny, Part I Musik: Robert J. Bolland, Ferdinand D. Bolland; Text: Robert J. Bolland, Ferdinand D. Bolland, Johann Hölzl       | –                         |
| 23. März 1986 – 29. März 1986 1 Woche | 1                                         | Survivor                                  | Burning Heart Frankie Sullivan, James M. Peterik                                                                                 | –                         |
| 30. März 1986 – 26. April 1986 4 Wochen (insgesamt 5) | 5                                         | Münchener Freiheit                        | Ohne dich (schlaf ich heut Nacht nicht ein) Musik: Aron Strobel, Stefan Zauner; Text: Aron Strobel, Stefan Zauner, Michael Kunze | –                         |
| 27. April 1986 – 3. Mai 1986 1 Woche | 1                                         | Eros Ramazzotti                           | Adesso tu Musik: Eros Ramazzotti, Pierangelo Cassano; Text: Eros Ramazzotti, Adelio Cogliati                                     | –                         |
| 4. Mai 1986 – 10. Mai 1986 1 Woche (insgesamt 5) | 5                                         | Münchener Freiheit                        | Ohne dich (schlaf ich heut Nacht nicht ein) Musik: Aron Strobel, Stefan Zauner; Text: Aron Strobel, Stefan Zauner, Michael Kunze | –                         |
| 11. Mai 1986 – 14. Juni 1986 5 Wochen | 5                                         | Chris Norman                              | Midnight Lady Dieter Bohlen | –                         |
| 15. Juni 1986 – 12. Juli 1986 4 Wochen | 4                                         | Samantha Fox                              | Touch Me (I Want Your Body) Jon Astrop, Mark Shreeve, Peter Brian Harris                                                         | –                         |
| 13. Juli 1986 – 2. August 1986 3 Wochen | 3                                         | Bananarama                                | Venus Robert H. J. van Leeuwen                                                                                                   | –                         |
| 3. August 1986 – 27. September 1986 8 Wochen | 8                                         | Level 42                                  | Lessons in Love Mark King, Waliou Jacques Daniel Badarou, Rowland Charles Gould                                                  | –                         |
| 28. September 1986 – 4. Oktober 1986 1 Woche | 1                                         | MC Miker G & Deejay Sven                  | Holiday Rap Curtis Lee Hudson, Lisa C. Stevens, Brian Bennett, Bruce Welch, Sven J. Van Veen, Cornelis Lucien Witteveen          | –                         |
| 5. Oktober 1986 – 22. November 1986 7 Wochen | 7                                         | Europe                                    | The Final Countdown Joey Tempest                                                                                                 | –                         |
| 23. November 1986 – 10. Januar 1987 7 Wochen | 7                                         | Status Quo                                | In the Army Now Robert J. Bolland, Ferdinand D. Bolland                                                                          | –                         |

## Alben
| ← 1985 ← | Liste der Nummer-eins-Hits in der Schweiz | Liste der Nummer-eins-Hits in der Schweiz | Liste der Nummer-eins-Hits in der Schweiz | 1987 →                    |
| \| Zeitraum \| Wo. ges. \| Interpret \| Titel \| Zusätzliche Informationen \| \| (Zeitraum, Wochen auf Platz eins, Interpret, Titel, zusätzliche Informationen) \| \| \| \| \| \| ------------------------------------------------------------------------------ \| -------- \| ------------------ \| --------------------- \| ------------------------- \| \| 22. Dezember 1985 – 18. Januar 1986 4 Wochen \| 4 \| Rondò Veneziano \| Casanova \| – \| \| 19. Januar 1986 – 1. Februar 1986 2 Wochen \| 2 \| Jennifer Rush \| Movin’ \| – \| \| 2. Februar 1986 – 1. März 1986 4 Wochen \| 4 \| Falco \| Falco 3 \| – \| \| 2. März 1986 – 5. April 1986 5 Wochen \| 5 \| (Soundtrack) \| Rocky IV \| – \| \| 6. April 1986 – 12. April 1986 1 Woche (insgesamt 2) \| 2 \| Herbert Grönemeyer \| Sprünge \| – \| \| 13. April 1986 – 19. April 1986 1 Woche \| 1 \| Depeche Mode \| Black Celebration \| – \| \| 20. April 1986 – 26. April 1986 1 Woche \| 1 \| The Rolling Stones \| Dirty Work \| – \| \| 27. April 1986 – 3. Mai 1986 1 Woche \| 1 \| Phil Carmen \| Wise Monkeys \| – \| \| 4. Mai 1986 – 10. Mai 1986 1 Woche (insgesamt 2) \| 2 \| Herbert Grönemeyer \| Sprünge \| – \| \| 11. Mai 1986 – 7. Juni 1986 4 Wochen \| 4 \| Peter Reber \| Jede bruucht sy Insel \| – \| \| 8. Juni 1986 – 14. Juni 1986 1 Woche \| 1 \| Modern Talking \| Ready for Romance \| – \| \| 15. Juni 1986 – 19. Juli 1986 5 Wochen \| 5 \| Eros Ramazzotti \| Nuovi eroi \| – \| \| 20. Juli 1986 – 6. September 1986 7 Wochen \| 7 \| Madonna \| True Blue \| – \| \| 7. September 1986 – 4. Oktober 1986 4 Wochen (insgesamt 8) \| 8 \| (Soundtrack) \| Top Gun \| – \| \| 5. Oktober 1986 – 18. Oktober 1986 2 Wochen \| 2 \| Tina Turner \| Break Every Rule \| – \| \| 19. Oktober 1986 – 15. November 1986 4 Wochen (insgesamt 8) \| 8 \| (Soundtrack) \| Top Gun \| – \| \| 16. November 1986 – 29. November 1986 2 Wochen \| 2 \| Europe \| The Final Countdown \| – \| \| 30. November 1986 – 3. Januar 1987 5 Wochen (insgesamt 6) \| 6 \| Status Quo \| In the Army Now \| – \| |                                           |                                           |                                           |                           |
| ← 1985 |                                           |                                           |                                           | → 1987 →                  |
| Zeitraum | Wo. ges.                                  | Interpret                                 | Titel                                     | Zusätzliche Informationen |
| (Zeitraum, Wochen auf Platz eins, Interpret, Titel, zusätzliche Informationen) |                                           |                                           |                                           |                           |
| 22. Dezember 1985 – 18. Januar 1986 4 Wochen | 4                                         | Rondò Veneziano                           | Casanova                                  | –                         |
| 19. Januar 1986 – 1. Februar 1986 2 Wochen | 2                                         | Jennifer Rush                             | Movin’                                    | –                         |
| 2. Februar 1986 – 1. März 1986 4 Wochen | 4                                         | Falco                                     | Falco 3                                   | –                         |
| 2. März 1986 – 5. April 1986 5 Wochen | 5                                         | (Soundtrack)                              | Rocky IV                                  | –                         |
| 6. April 1986 – 12. April 1986 1 Woche (insgesamt 2) | 2                                         | Herbert Grönemeyer                        | Sprünge                                   | –                         |
| 13. April 1986 – 19. April 1986 1 Woche | 1                                         | Depeche Mode                              | Black Celebration                         | –                         |
| 20. April 1986 – 26. April 1986 1 Woche | 1                                         | The Rolling Stones                        | Dirty Work                                | –                         |
| 27. April 1986 – 3. Mai 1986 1 Woche | 1                                         | Phil Carmen                               | Wise Monkeys                              | –                         |
| 4. Mai 1986 – 10. Mai 1986 1 Woche (insgesamt 2) | 2                                         | Herbert Grönemeyer                        | Sprünge                                   | –                         |
| 11. Mai 1986 – 7. Juni 1986 4 Wochen | 4                                         | Peter Reber                               | Jede bruucht sy Insel                     | –                         |
| 8. Juni 1986 – 14. Juni 1986 1 Woche | 1                                         | Modern Talking                            | Ready for Romance                         | –                         |
| 15. Juni 1986 – 19. Juli 1986 5 Wochen | 5                                         | Eros Ramazzotti                           | Nuovi eroi                                | –                         |
| 20. Juli 1986 – 6. September 1986 7 Wochen | 7                                         | Madonna                                   | True Blue                                 | –                         |
| 7. September 1986 – 4. Oktober 1986 4 Wochen (insgesamt 8) | 8                                         | (Soundtrack)                              | Top Gun                                   | –                         |
| 5. Oktober 1986 – 18. Oktober 1986 2 Wochen | 2                                         | Tina Turner                               | Break Every Rule                          | –                         |
| 19. Oktober 1986 – 15. November 1986 4 Wochen (insgesamt 8) | 8                                         | (Soundtrack)                              | Top Gun                                   | –                         |
| 16. November 1986 – 29. November 1986 2 Wochen | 2                                         | Europe                                    | The Final Countdown                       | –                         |
| 30. November 1986 – 3. Januar 1987 5 Wochen (insgesamt 6) | 6                                         | Status Quo                                | In the Army Now                           | –                         |

## Jahreshitparaden
| ← 1985 ← | Liste der Nummer-eins-Hits in der Schweiz | Liste der Nummer-eins-Hits in der Schweiz | Liste der Nummer-eins-Hits in der Schweiz | 1987 →   |
| \| Singles \| Position# \| Alben \| \| -------------------------------------------------------------------------------------------------------------------------------- \| --------- \| ----------------------------- \| \| Adesso tu Eros Ramazzotti Musik: Eros Ramazzotti, Pierangelo Cassano; Text: Eros Ramazzotti, Adelio Cogliati \| 1 \| Whitney Houston \| \| Touch Me (I Want Your Body) Samantha Fox Jon Astrop, Mark Shreeve, Peter Brian Harris \| 2 \| Brothers in Arms Dire Straits \| \| Lessons in Love Level 42 Mark King, Waliou Jacques Daniel Badarou, Rowland Charles Gould \| 3 \| Ice on Fire Elton John \| \| Jeanny, Part I Falco Musik: Robert J. Bolland, Ferdinand D. Bolland; Text: Robert J. Bolland, Ferdinand D. Bolland, Johann Hölzl \| 4 \| Nuovi eroi Eros Ramazzotti \| \| Venus Bananarama Robert H. J. van Leeuwen \| 5 \| True Blue Madonna \| \| Nikita Elton John Musik: Elton John; Text: Bernie Taupin \| 6 \| Into the Light Chris de Burgh \| \| Sledgehammer Peter Gabriel Peter Brian Gabriel \| 7 \| Movin’ Jennifer Rush \| \| Say You, Say Me Lionel Richie Lionel B. Richie \| 8 \| Cocker Joe Cocker \| \| Rock Me Baby Johnny Nash \| 9 \| So Peter Gabriel \| \| Midnight Lady Chris Norman Dieter Bohlen \| 10 \| Sprünge Herbert Grönemeyer \| |                                           |                                           |                                           |          |
| ← 1985 |                                           |                                           |                                           | → 1987 → |
| Singles | Position#                                 | Alben                                     |                                           |          |
| Adesso tu Eros Ramazzotti Musik: Eros Ramazzotti, Pierangelo Cassano; Text: Eros Ramazzotti, Adelio Cogliati | 1                                         | Whitney Houston                           |                                           |          |
| Touch Me (I Want Your Body) Samantha Fox Jon Astrop, Mark Shreeve, Peter Brian Harris | 2                                         | Brothers in Arms Dire Straits             |                                           |          |
| Lessons in Love Level 42 Mark King, Waliou Jacques Daniel Badarou, Rowland Charles Gould | 3                                         | Ice on Fire Elton John                    |                                           |          |
| Jeanny, Part I Falco Musik: Robert J. Bolland, Ferdinand D. Bolland; Text: Robert J. Bolland, Ferdinand D. Bolland, Johann Hölzl | 4                                         | Nuovi eroi Eros Ramazzotti                |                                           |          |
| Venus Bananarama Robert H. J. van Leeuwen | 5                                         | True Blue Madonna                         |                                           |          |
| Nikita Elton John Musik: Elton John; Text: Bernie Taupin | 6                                         | Into the Light Chris de Burgh             |                                           |          |
| Sledgehammer Peter Gabriel Peter Brian Gabriel | 7                                         | Movin’ Jennifer Rush                      |                                           |          |
| Say You, Say Me Lionel Richie Lionel B. Richie | 8                                         | Cocker Joe Cocker                         |                                           |          |
| Rock Me Baby Johnny Nash | 9                                         | So Peter Gabriel                          |                                           |          |
| Midnight Lady Chris Norman Dieter Bohlen | 10                                        | Sprünge Herbert Grönemeyer                |                                           |          |